# Thunnus
Pour les sous-genres, voir Thunnus (Thunnus) et Thunnus (Neothunnus).
Genre
Thunnus est un genre de poissons de la famille des Scombridés. Les espèces de ce genre sont communément appelés « thons ». D'autres espèces de la famille des Scombridae ont le même nom vernaculaire.

## Systématique
Le genre Thunnus a été définie en 1845 par le chirurgien et naturaliste anglais John Flint South (en) (1797-1882).

## Liste des espèces
Selon FishBase (19 mars 2015) :
- sous-genre Thunnus (Neothunnus) Kishinouye, 1923
  - Thunnus albacares (Bonnaterre, 1788)  — Thon jaune (menacé[3])
  - Thunnus atlanticus (Lesson, 1831)  — Thon à nageoires noires
  - Thunnus tonggol (Bleeker, 1851)  — Thon mignon
- sous-genre Thunnus (Thunnus) South, 1845
  - Thunnus alalunga (Bonnaterre, 1788)  — Thon blanc (menacé[3])
  - Thunnus maccoyii (Castelnau, 1872)  — Thon rouge du Sud (menacé[3])
  - Thunnus obesus (Lowe, 1839)  — Thon obèse (menacé)
  - Thunnus orientalis (Temminck & Schlegel, 1844)  — Thon rouge du Pacifique (menacé[3])
  - Thunnus thynnus (Linnaeus, 1758)  — Thon rouge de l'Atlantique (menacé[3])

N.B. : les deux sous-genres ne sont plus acceptés par FishBase et WoRMS, mais maintenus par ITIS. 

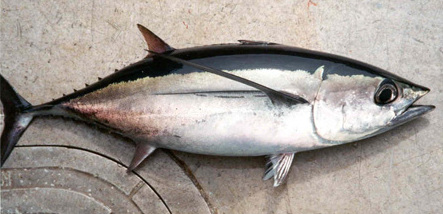
Thunnus alalunga.
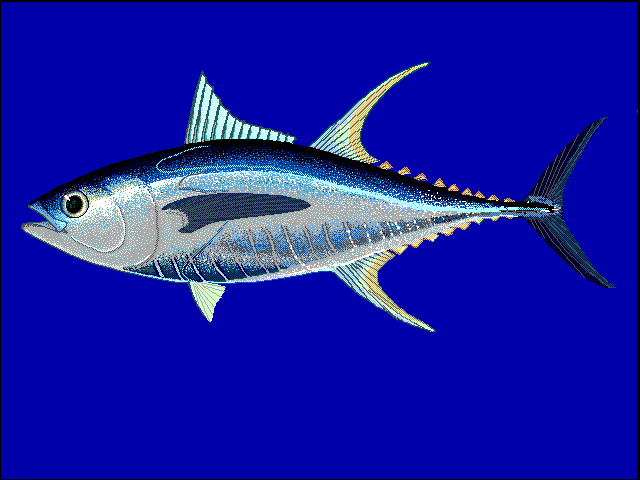
Thunnus albacares.
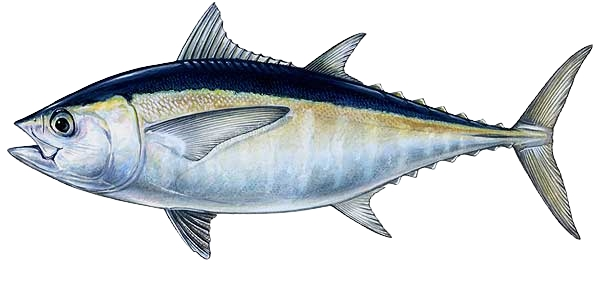
Thunnus atlanticus.
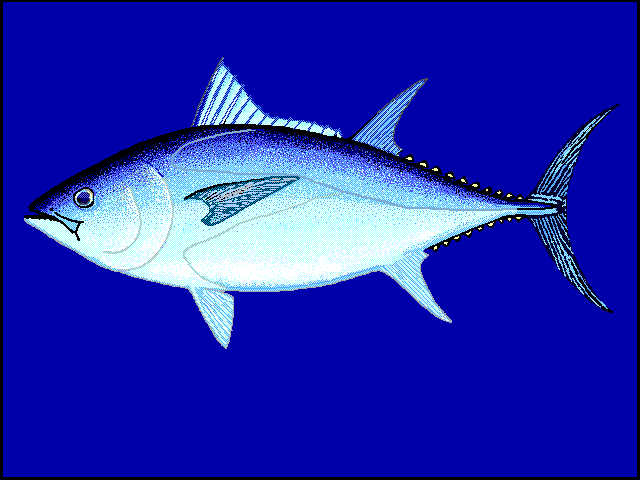
Thunnus maccoyii.
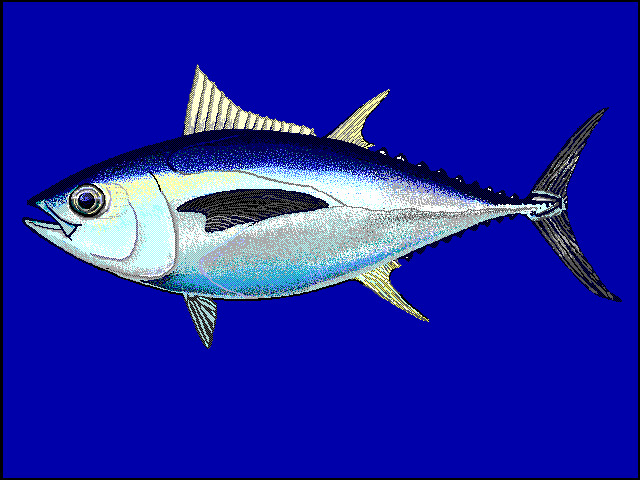
Thunnus obesus.
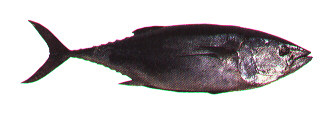
Thunnus orientalis.
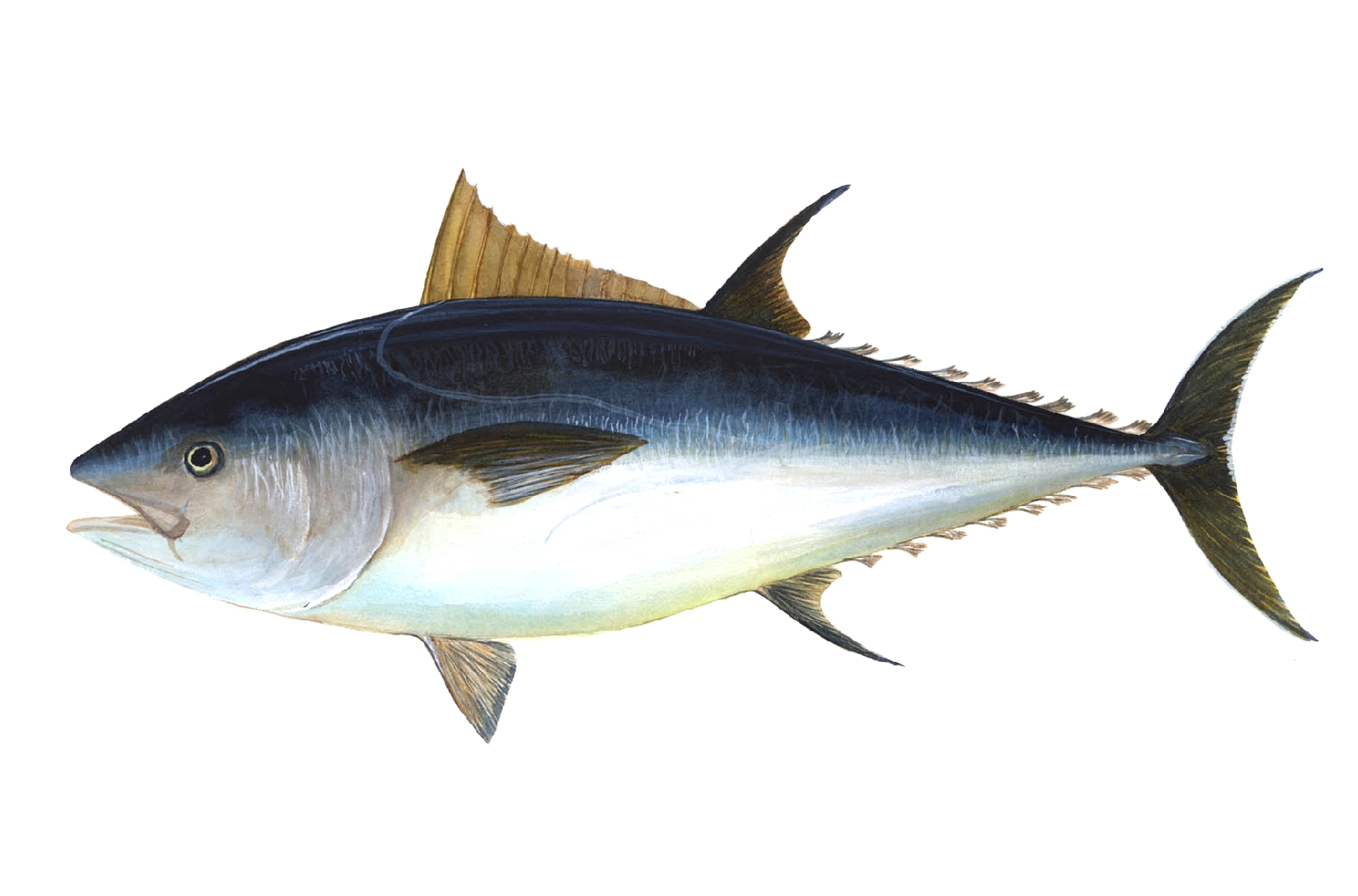
Thunnus thynnus.
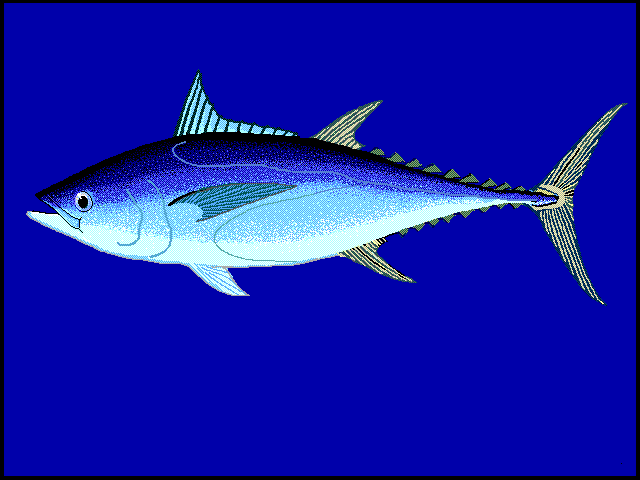
Thunnus tonggol.